# Nauhea tapa
Nauhea tapa là một chi đơn loài nhện trong họ Gnaphosidae. Chúng được Raymond Robert Forster mô tả đầu tiên năm 1979, và chỉ tìm thấy ở New Zealand.

## Hình ảnh

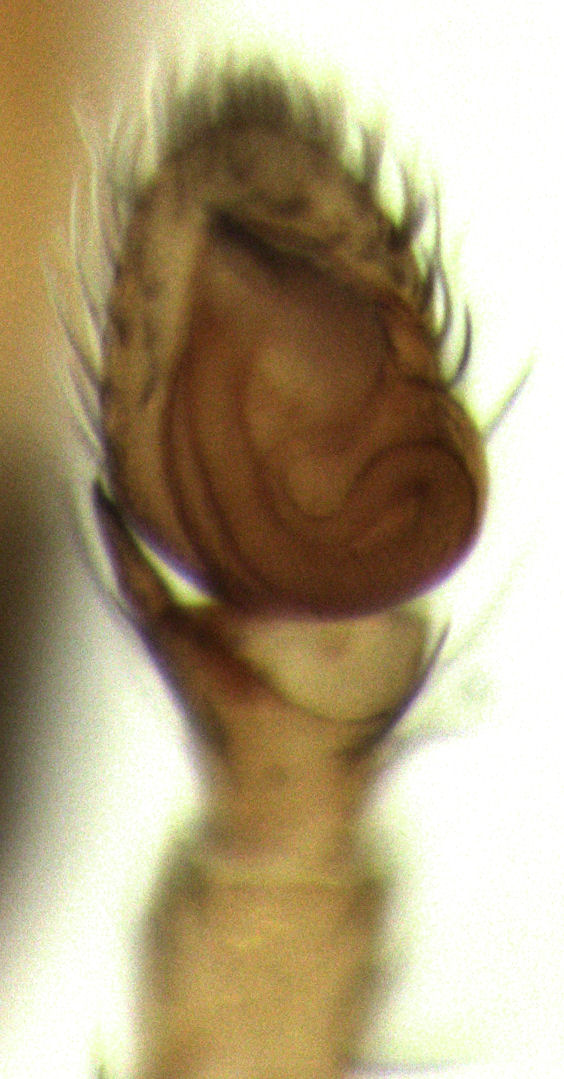